# Ben McCartney
Ben McCartney (Macdonald, Manitoba, 13 de julio de 2001) es un jugador profesional canadiense de hockey sobre hielo que se desempeña en la posición de extremo izquierdo en Arizona Coyotes, equipo de la National Hockey League (NHL).

## Carrera
Fue seleccionado en la séptima ronda en la NHL Entry Draft de 2020. En 2021 hizo su debut profesional con el equipo Arizona Coyotes, donde lleva jugando una temporada.